# Chó sói đất
Chó sói đất, tên khoa học Proteles cristata, là một loài động vật có vú nhỏ, ăn côn trùng, có nguồn gốc Đông Phi và Nam Phi. Nó cũng được gọi là "chó rừng maanhaar". Chó sói đất là cùng một họ với linh cẩu. Không giống như đồng minh của mình trong bộ Carnivora, chó sói đất không săn động vật lớn, hoặc thậm chí không ăn thịt một cách thường xuyên, thay vào đó nó ăn côn trùng, chủ yếu là mối - chó sói đất thuộc loại động vật có thể ăn khoảng 200.000 mối trong một đêm duy nhất bằng cách sử dụng cái lưỡi dài, dính để bắt chúng.
Chó sói đất là loài duy nhất còn sống sót trong phân họ Protelinae. Có hai phân loài: Proteles cristatus cristatus của Nam Phi và Proteles cristatus septentrionalis của Đông Phi.
Chó sói đất thường được phân loại trong họ Hyaenidae, mặc dù trước đây được đặt vào họ Protelidae. Nó sống trong các bụi rậm của miền Đông và Nam châu Phi - đây là những vùng đất hoang đầy cây còi cọc và cây bụi. Chúng thường ẩn trong hang vào ban ngày, và sau đó chúng đi ra vào ban đêm để tìm kiếm thức ăn. Chế độ ăn uống của nó gần như luôn luôn bao gồm mối, côn trùng trùng, và xác thối của động vật lớn hơn.

## 3 sự thật đáng kinh ngạc về Chó sói đất
Chó sói đất được coi là một ví dụ của linh cẩu "nguyên thủy". Về cơ bản, theo cách này, chúng sẽ phát triển từ một bộ phận hoàn toàn sớm trong vòng họ hàng của linh cẩu sớm hơn so với 3 loài thay thế đã có ở đây. Dựa trên bằng chứng di truyền và hóa thạch, chúng có thể tách ra khỏi sự thư giãn của nhóm họ hàng của linh cẩu sớm hay muộn trong khoảng 15 đến 32 triệu năm trước. Nó đã trở thành ngay sau khi quan điểm rằng người sói có thể không phải là một con linh cẩu, nhưng thay vào đó là một loài có liên quan cẩn thận bắt chước sự xuất hiện của linh cẩu sọc để đánh lừa những kẻ săn mồi có khả năng, tuy nhiên sự hợp lý này đã không còn hợp thời khi các nhà khoa học thu thập thêm bằng chứng .
Bởi vì sói chủ yếu được thiết kế để ăn mối, một số lớp men của chúng đã phát triển thành chốt cùn, thậm chí có thể nhai thịt một chút. Thay vào đó, hàm hiệu quả của chúng được sử dụng để bảo vệ lãnh thổ.
Một cách gọi cơ hội cho loài này là maanhaar-jackal, vì điều này mà chó rừng bờm trong tiếng Hà Lan, mặc dù nó không được kết hợp cẩn thận với chó rừng.

## Hình ảnh

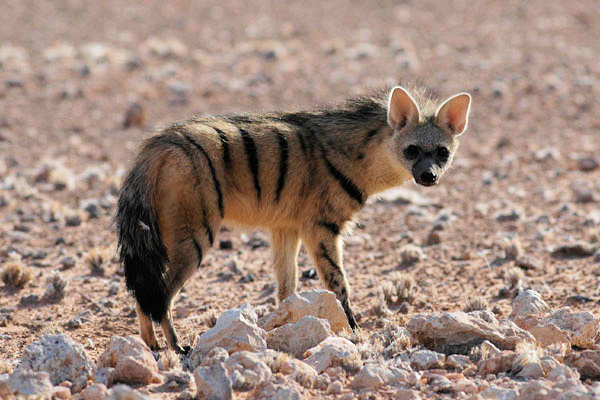
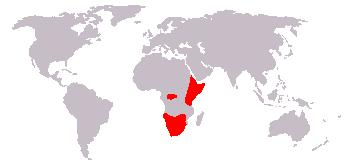
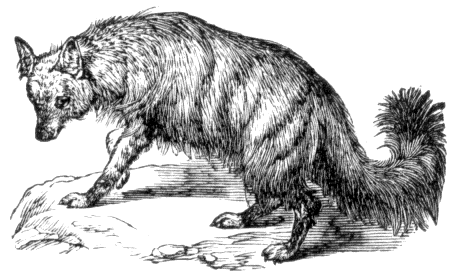
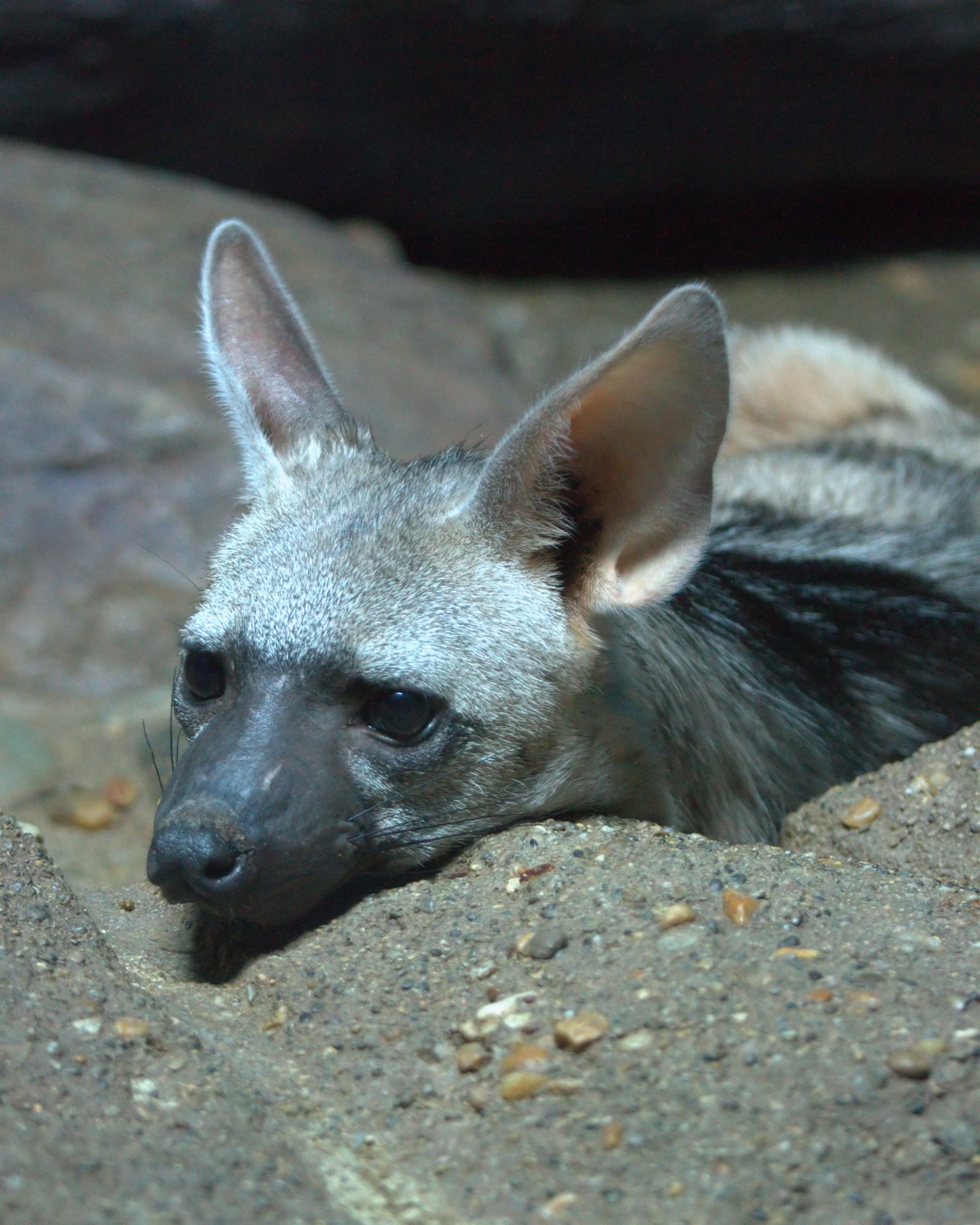